# Sydney Football Club 2015-2016
Questa voce raccoglie le informazioni riguardanti il Sydney Football Club nelle competizioni ufficiali della stagione 2015-2016.

## Rosa 2015-2016
Rosa e numerazione aggiornate al 3 settembre 2015.
| N. |                          | Ruolo | Calciatore          |
| -- | ------------------------ | ----- | ------------------- |
| 1  | Australia (bandiera)     | P     | Vedran Janjetović   |
| 2  | Australia (bandiera)     | D     | Sebastian Ryall     |
| 3  | Australia (bandiera)     | D     | Alex Gersbach       |
| 4  | Australia (bandiera)     | D     | Zac Anderson        |
| 5  | Australia (bandiera)     | D     | Matthew Jurman      |
| 6  | Australia (bandiera)     | C     | Robert Stambolziev  |
| 7  | Australia (bandiera)     | A     | Andrew Hoole        |
| 8  | Serbia (bandiera)        | C     | Miloš Dimitrijević  |
| 9  | Nuova Zelanda (bandiera) | A     | Shane Smeltz        |
| 10 | Serbia (bandiera)        | C     | Miloš Ninković      |
| 11 | Australia (bandiera)     | A     | Christopher Naumoff |
| 12 | Australia (bandiera)     | C     | Jacob Tratt         |
| 13 | Australia (bandiera)     | C     | Brandon O'Neill     |

| N. |                       | Ruolo | Calciatore              |
| -- | --------------------- | ----- | ----------------------- |
| 14 | Australia (bandiera)  | A     | Alex Brosque (capitano) |
| 16 | Australia (bandiera)  | D     | Riley Woodcock          |
| 18 | Australia (bandiera)  | A     | Matt Simon              |
| 19 | Senegal (bandiera)    | D     | Jacques Faty            |
| 20 | Australia (bandiera)  | P     | Ivan Necevski           |
| 21 | Slovacchia (bandiera) | A     | Filip Hološko           |
| 22 | Iraq (bandiera)       | C     | Ali Abbas               |
| 23 | Australia (bandiera)  | C     | Rhyan Grant             |
| 24 | Australia (bandiera)  | C     | George Blackwood        |
| 25 | Australia (bandiera)  | D     | Aaron Calver            |
| 27 | Senegal (bandiera)    | C     | Mickaël Tavares         |
| 29 | Australia (bandiera)  | C     | Alex Mullen             |
| 30 | Australia (bandiera)  | P     | Anthony Bouzanis        |